# Лагоды (дворянский род)
Лагоды (пол. Łagoda) — малороссийский дворянский род.
Происходит от Василия Лагоды, сотника хорольского (1685) и Миргородского полкового есаула. Род внесен во II и III части родословной книги Черниговской губернии.

## Описание герба
В щите, имеющем серебряное поле, изображены перпендикулярно три стрелы, летящие вверх и на них горизонтально красная полоса с двумя серебряными стременами.
Щит увенчан обыкновенным дворянским шлемом с дворянской на нём короною, на поверхности которой видна рука в серебряных латах, держащая шпагу. Намёт на щите красный, подложенный серебром. Герб рода Лагод внесён в Часть 6 Общего гербовника дворянских родов Всероссийской империи, стр. 143.